# Campus Galli
Der Campus Galli – Karolingische Klosterstadt Meßkirch ist ein modernes Bauvorhaben zur Nachbildung eines frühmittelalterlichen Klosters auf der Grundlage des St. Galler Klosterplans.
Der Bau des Klosterkomplexes in der Nähe der baden-württembergischen Kleinstadt Meßkirch im Landkreis Sigmaringen erfolgt unter Verwendung ausschließlich frühmittelalterlicher Arbeitstechniken. Seit Juni 2013 ist die Baustelle für Besucher geöffnet. Auf dem Bauplatz arbeiten ca. 50 festangestellte Mitarbeiter (Stand 2024), mehrere Teilnehmer an einem freiwilligen sozialen Denkmaljahr, eine wechselnde Anzahl von Freiwilligen sowie Berufsschulgruppen des Zimmerhandwerks. Die Gesamtbauzeit wird auf mehrere Jahrzehnte veranschlagt.

## Idee
Die Idee zu diesem Bauvorhaben hatte der Aachener Bert M. Geurten, als er im Jahre 2005 eine Dokumentation über das Burgbauprojekt im burgundischen Guédelon sah. Er wollte nicht eine zweite Burg bauen, sondern den nie verwirklichten Klosterplan von St. Gallen umsetzen.

## Bauplan

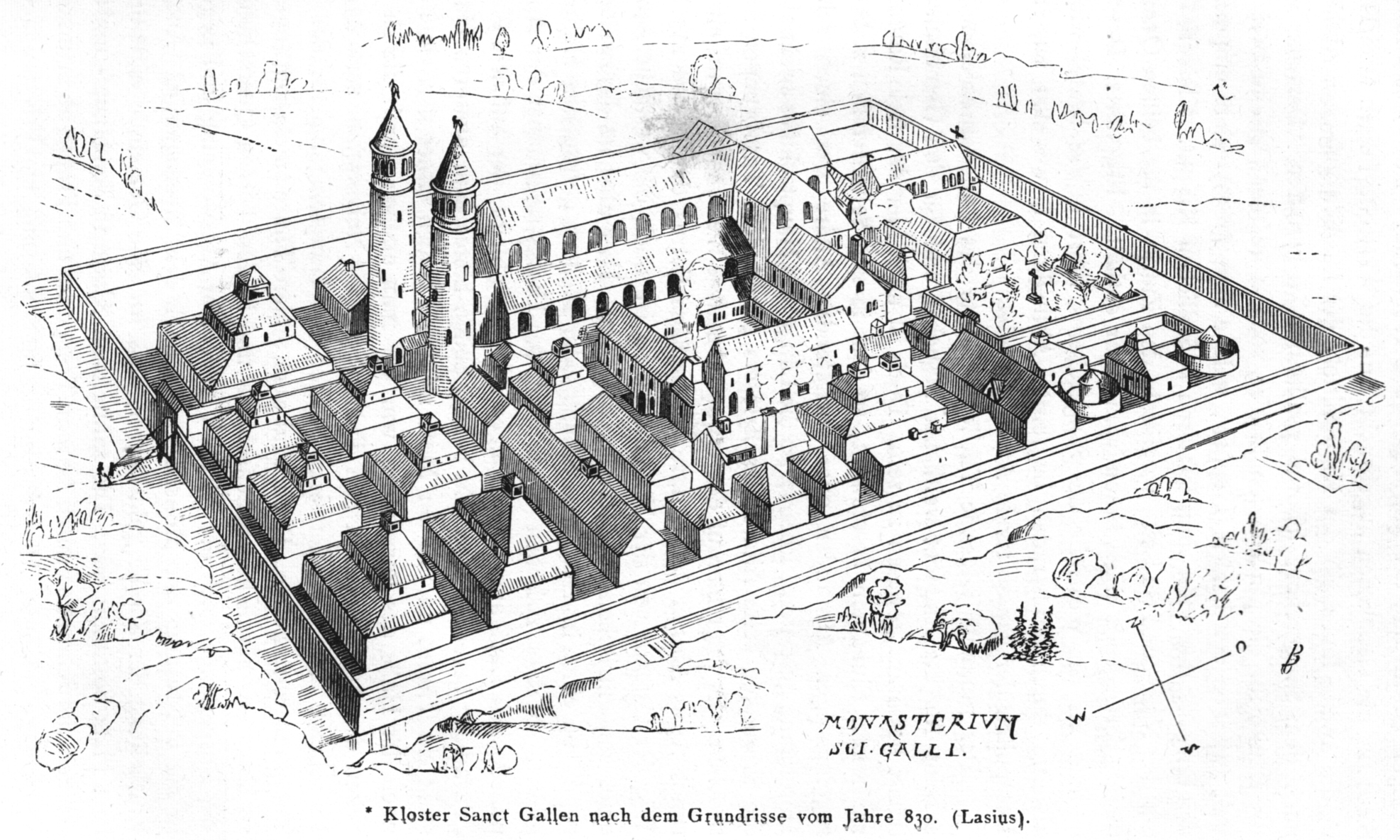
Zeichnung (1876) der Gebäude nach dem St. Galler Klosterplan

Der originalgetreue Nachbau des St. Galler Klosterplans aus dem frühen 9. Jahrhundert wird etwa vier Kilometer nördlich von Meßkirch errichtet. Dabei kommen, im Sinne der experimentellen Archäologie, so weit als möglich die damaligen Baumaterialien und -methoden zum Einsatz, wodurch man sich wissenschaftliche Erkenntnisse über die karolingische Architektur und Bautechnik verspricht.

## Baufortschritt
Am frühen Morgen des 1. August 2012 begann das Projekt „Campus Galli“: Auf einer Wiese bei Rohrdorf, die einen freien Blick auf den östlichen Horizont gewährte, wurde anhand der ersten Strahlen der aufgehenden Sonne die Baulinie der Karolingischen Klosterstadt bestimmt.

### Maßeinheit auf der Baustelle
Auf dem St. Galler Klosterplan sind einige Längenangaben in Fuß angegeben. In Anlehnung an den Karolingischen Fuß (32,24 cm) wird auf dem Campus Galli die Maßeinheit Fuß mit einer Länge von 32 Zentimetern zugrunde gelegt. Der Campus-Galli-Fuß wird unterteilt in vier Hand zu je 8 cm, eine Hand in vier Finger zu je 2 cm und ein Finger in vier Gerstenkörner zu je 5 Millimetern.

### Handwerkerhütten

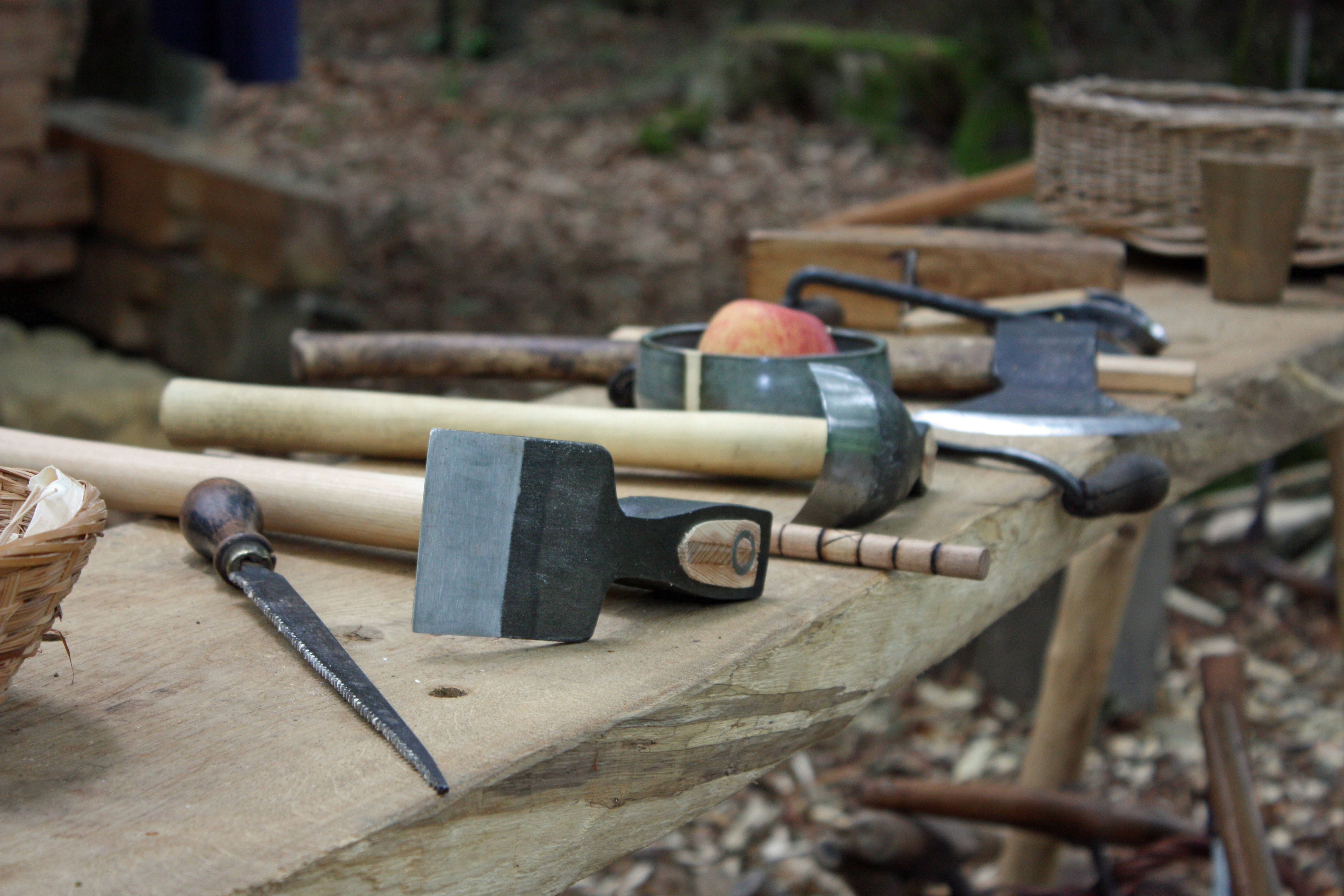
Werkzeug auf dem Campus Galli

Bis Ende Juni 2013 wurden eine erste Fläche im Wald gerodet und die Bauhütten für die Handwerker errichtet, die mit ihrer Arbeit und ihren Erzeugnissen zum Projekt beitragen.
| Name                    | Bauzeit       | Typ     | Bemerkung | Foto |
| ----------------------- | ------------- | ------- | --- | ---- |
| Korbmacherei            | 2013          | Holzbau | Herstellung von Körben aus Weidenruten für den Transport und die Lagerung von Lehm, Schutt, Wolle etc. |      |
| Töpferei                | 2013 und 2019 | Holzbau | Die 2013 gebaute Töpferhütte wurde 2019 vergrößert und mit einem Holzschindel-Pultdach sowie mit Lehmseitenwänden versehen. Ein Töpferofen wurde 2016 mithilfe von Studenten der Universität Tübingen gebaut. Er besteht aus einer unterirdischen Feuerkammer und einer oberirdischen Brennkammer. Krüge, Kannen und andere Aufbewahrungs- und Trinkgefäße werden auf einem großen Töpferrad oder einer Töpferscheibe gefertigt und in einer Grube (Grubenbrand) oder im Töpferofen gebrannt. An der Töpferei befindet sich ein Abbaufeld für den Ton. |      |
| Schmiede                | 2013          | Holzbau | Im schindelgedeckten Grubenhaus werden Werkzeuge, Beschläge und Nägel für die Baustelle geschmiedet und repariert. 2016 wurde das Dach mit einer erweiterten Zuschaueröffnung saniert. 2019 wurde das Dach mit Holzschindeln gedeckt und ein Rauchfang mit Kamin gebaut. 2022 wurde das Fachwerk der ehemaligen Strohscheune neben der Schmiede aufgestellt, mit Schindeln gedeckt und mit Lehmwänden ausgefacht. Das Nebengebäude wird zur Nachbearbeitung von Schmiedestücken und zum Bronzeguss genutzt.                                            |      |
| Drechslerei             | 2014          | Holzbau | Herstellung von Schüsseln, Werkzeugstielen und Möbeln mittels einer Wippbogen-Drechselbank |      |
| Steinmetzwerkstatt      | 2014          | Holzbau | Zerkleinerung und Behauung der Steine, so dass sie für Fundamente und Mauern gebraucht werden können |      |
| Schindelmacherwerkstatt | 2013          | Holzbau | Herstellung von Dachschindeln als Regenschutz für die Bauten auf dem Campus |      |
| Schreinerei             | 2018          | Holzbau | Unterstand mit Werkzeugen für die Holzhandwerker am Abbundplatz |      |
| Färberei                | 2014          | Holzbau | Färbung der versponnenen Wolle mit pflanzlichen Farbstoffen. Zurzeit außer Betrieb. |      |
| Weberei                 | 2015          | Holzbau | Reinigung, Kämmung und Verspinnung von Schafswolle |      |
| Küferei / Böttcherei    | 2022          | Holzbau | Herstellung von Holzeimern und -bechern aus Fichte oder Eiche |      |

### Temporäre Bauwerke vor Vollendung des Klosterplans
Diese Bauwerke dienen dem aktuellen Betrieb des Campus Galli, haben aber noch nicht ihren im Plan festgelegten Umfang oder Standort.

#### Holzkirche mit Glockenturm

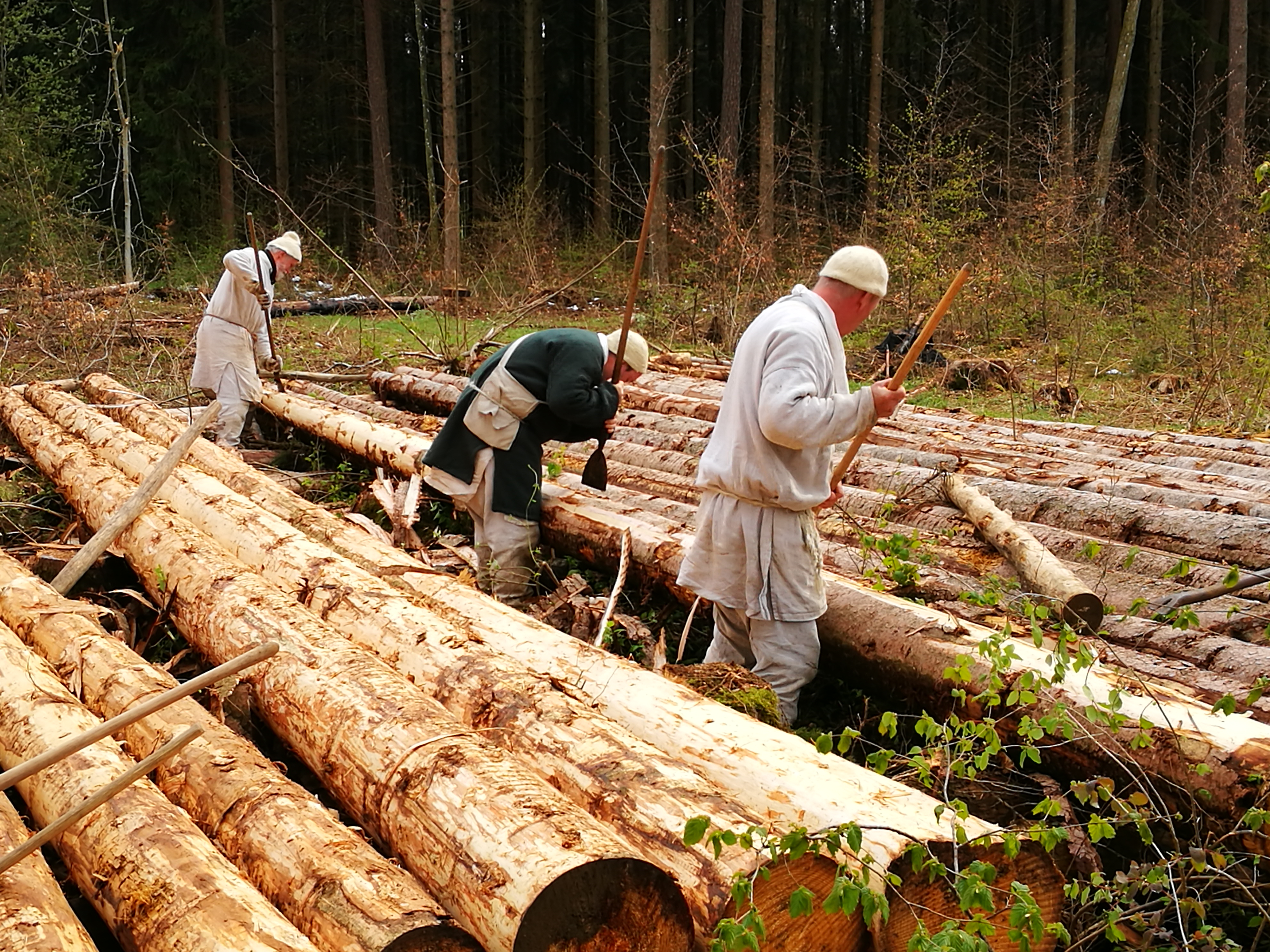
Holzarbeiter auf dem Abbundplatz

2014 wurde mit dem Bau der Holzkirche begonnen. In der Saison 2015 wurde insbesondere die Errichtung der Holzkirche bis zum Richtfest vorangetrieben. 2016 wurde sie „bis auf den Innenraum und Kleinigkeiten im Außenbereich“ fertiggestellt. In den Jahren 2018 und 2019 wurde ein Glockenturm gebaut, in ihm hängt eine vor Ort gegossene Glocke.

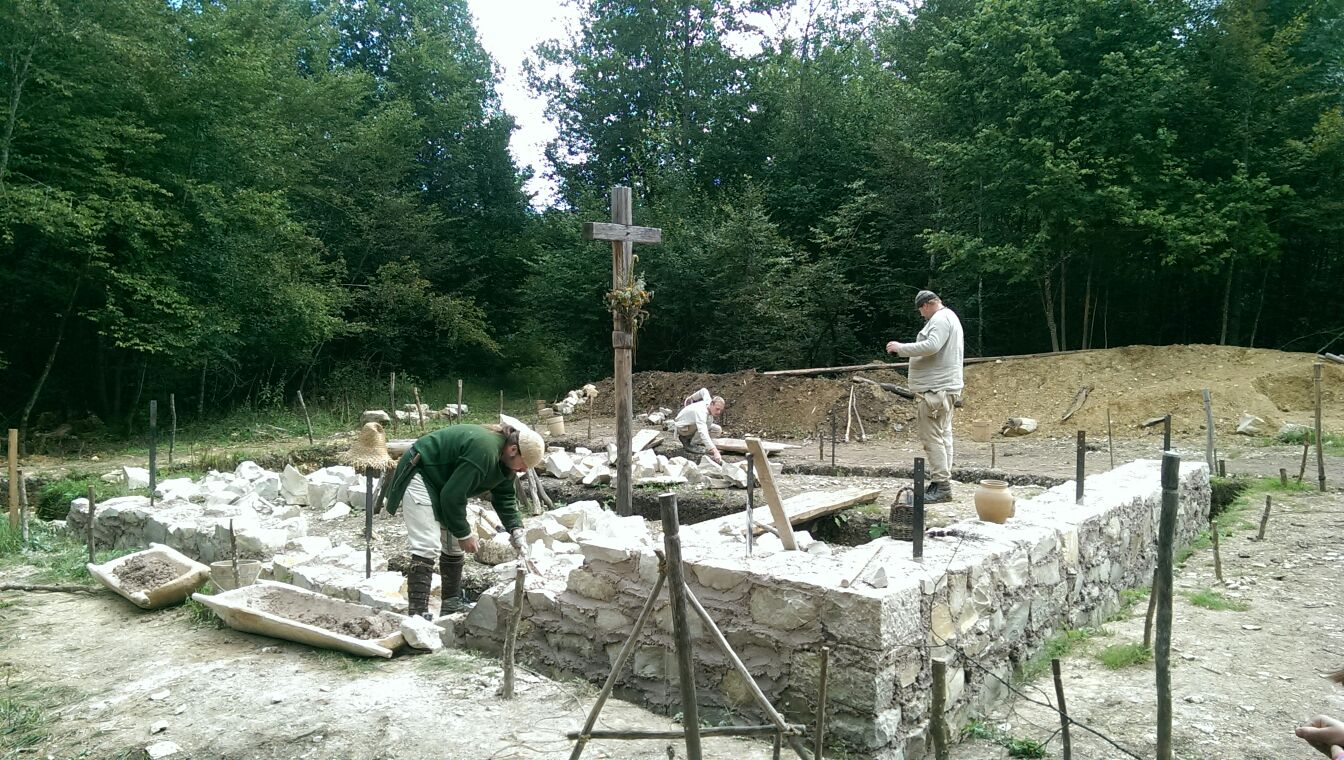
Aufmauern der Grundmauern 2014
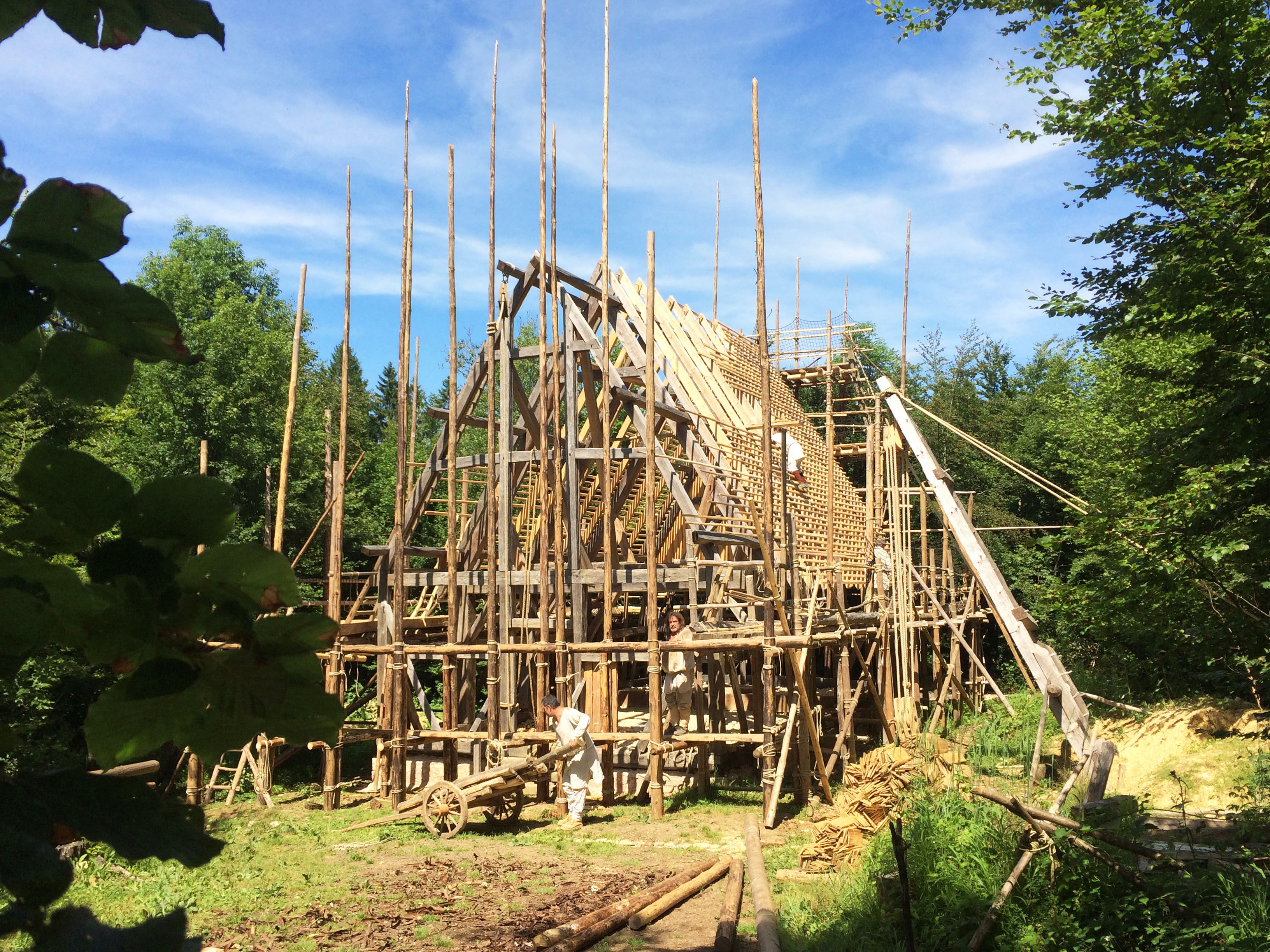
Juli 2016
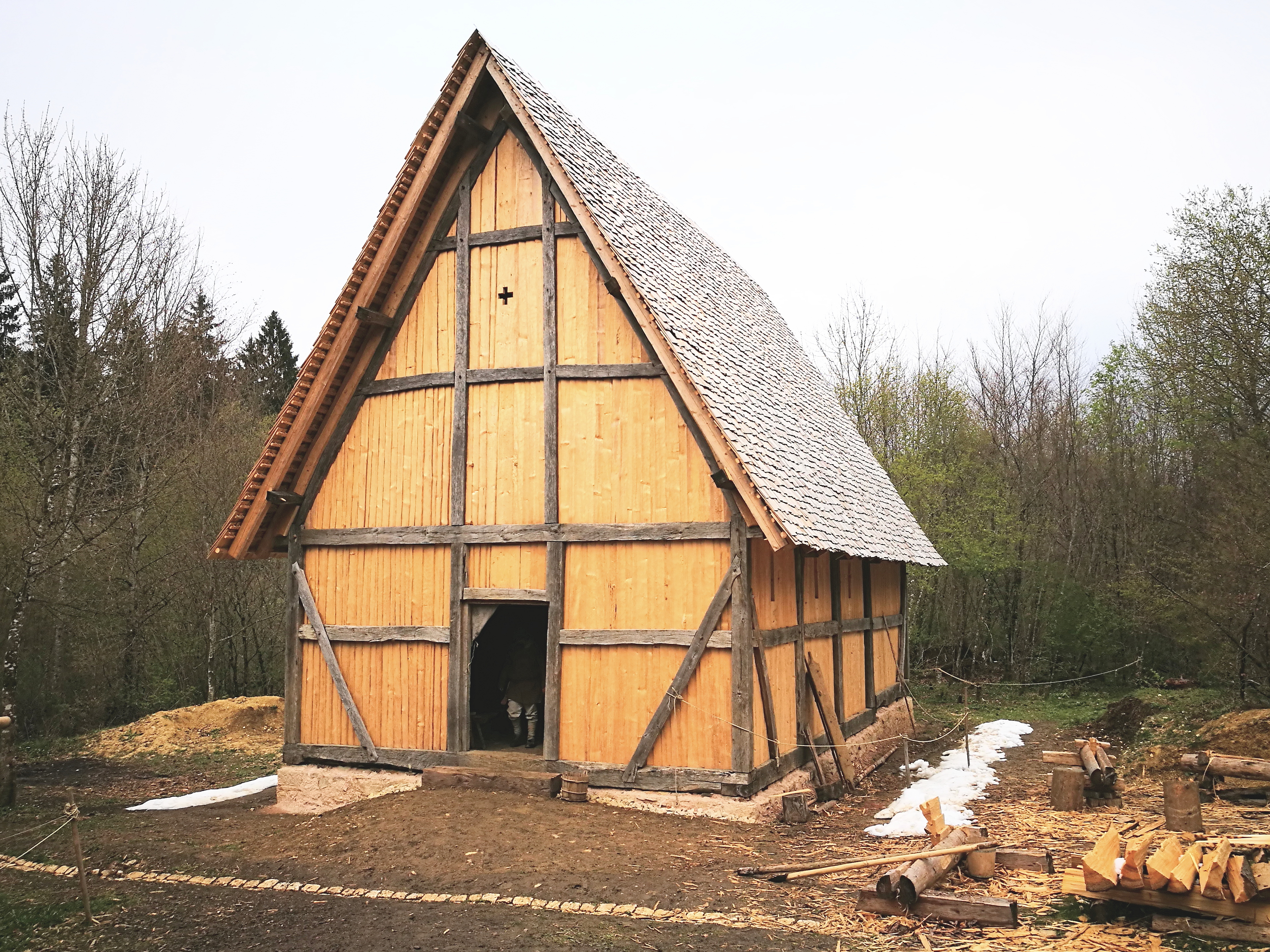
April 2017
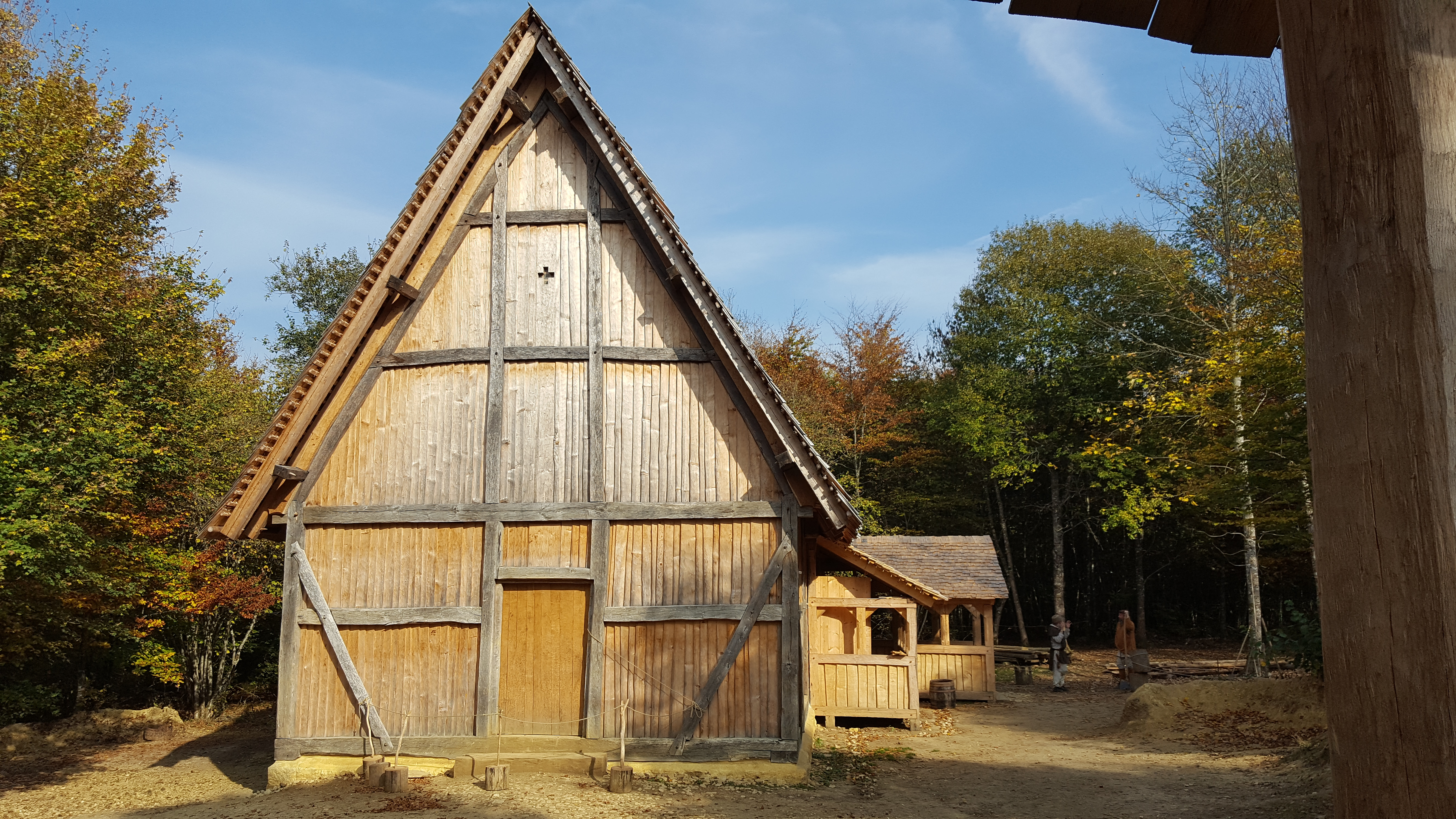
Oktober 2018

| Name                            | Bauzeit | Typ            | Bemerkung | Foto |
| ------------------------------- | ------- | -------------- | --- | ---- |
| Schafstall                      | 2020    | Holzbau        | Stall für elf Waldschafe, eine alte und robuste Schafrasse, und eine zugelaufene Ziege |      |
| Schweinestall                   | 2016    | Holzbau        | Stall für die Schweine |      |
| Heilkräutergarten (Herbularius) | 2013    | Feldrandsteine | Der Heilkräutergarten (Herbularius) ist als Provisorium in verkleinertem Maßstab angelegt. Er wird zu einem späteren Zeitpunkt an eine andere Stelle verlegt. Auf den sechzehn Feldern des etwa 8 m mal 8,6 m großen Gartens sind alle im Klosterplan verzeichneten Pflanzen zu finden: Salbei, Krauseminze, Weinraute, Kümmel, Schwertlilie, Liebstöckel, Poleiminze, Fenchel, Stangenbohne, Pfefferkraut, Frauenminze (Marienblatt), Griechisch Heu, Rosmarin, Minze, Lilie, Rosen. Alle genannten Pflanzen sind auch im Capitulare de villis von Karl dem Großen aufgelistet, und der Reichenauer Abt Walahfrid Strabo beschreibt zehn der Kräuter in seinem Lehrgedicht Hortulus. 2021 wurde der Garten mit einem Weidengeflechtzaun umfasst. |      |

### Bauten auf Basis des St. Galler Klosterplans

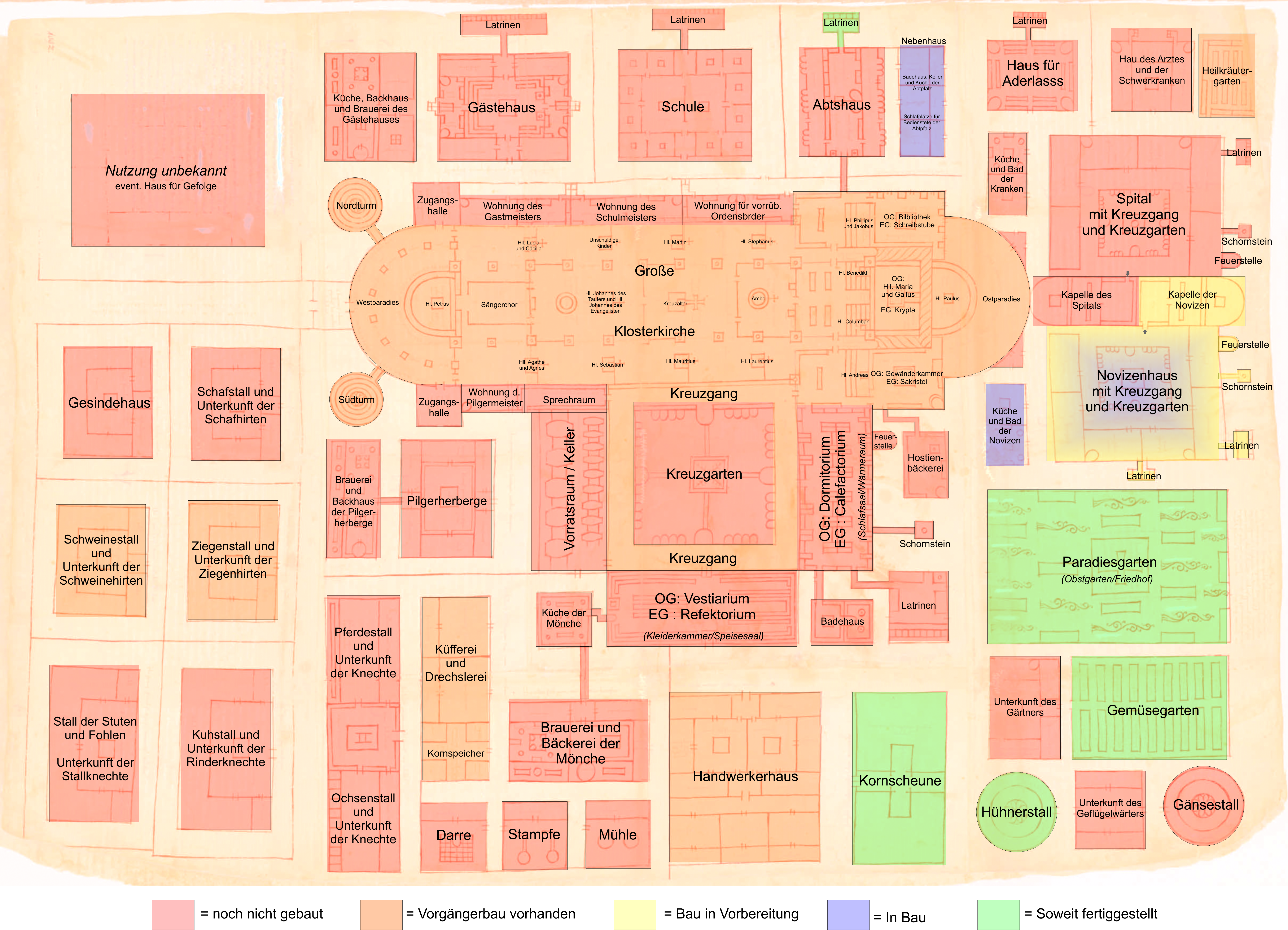
Baustand zu Beginn der Saison 2023

Für zukünftige Bauten musste zunächst ein entsprechender Mörtel gefunden werden, der auch den baulichen Anforderungen des 21. Jahrhunderts entspricht. Aus diesem Grund wurde ab 2017 zunächst die im Klosterplan eingezeichnete Mauer des Paradiesgartens begonnen, an der verschiedene Mörtelmixturen ausprobiert wurden. Da es auf dem Campus Galli zudem sehr schnell an Lagerraum mangelte, insbesondere für in der Landwirtschaft geerntetes Stroh, entschied man sich, als erstes Holzgebäude des St. Galler Klosterplans die Kornscheune zu errichten. Nach langem Warten aufgrund von Statikproblemen wurde Anfang Juni 2019 der Bau genehmigt. Mit dem Nebengebäude des Abtshofes wird seit 2023 erstmals ein Gebäude teilweise in Stein gebaut.
| Name                          | Bauzeit   | Typ                | Status | Bemerkung | Foto |
| ----------------------------- | --------- | ------------------ | ------ | --- | ---- |
| Paradiesgarten                | 2017–2021 | Steinbau           | fertig | Auch: Friedhof bzw. Obstgarten. Einfriedung aus Stein mit Torbogen und Holzkreuz. Die Friedhofsmauer diente zusätzlich zur Erprobung von mittelalterlichem Baumörtel. |      |
| Gemüsegarten                  | 2017–2018 | Holzbau            | fertig | 2017 wurde das etwa 13 m mal 19 m große Gelände mit einem brusthohen Staketenzaun aus Eichenspaltbohlen umgeben. 2018 folgten achtzehn Hochbeete mit Fichtenbalkenumrandung, die mit den auf dem Klosterplan verzeichneten mittelalterlichen Gemüsesorten bepflanzt wurden: Zwiebel, Knoblauch, Lauch, Schalotten, Sellerie, Petersilie, Koriander, Kerbel, Dill, Salat, Mohn, Pfefferkraut, Rettiche, Pastinaken, Kohl, Mangold, Schwarzkümmel. |      |
| Kornscheune                   | 2019–2021 | Holzbau            | fertig | Scheune zur Lagerung von Stroh aus der eigenen Landwirtschaft. Seit 2019 Herstellung von Baumaterial. Aufbau 2021. In der Scheune wird auch gedroschen, Schauben und Strohseile können hergestellt werden. |      |
| Nebengebäude des Abtshauses   | seit 2021 | Stein- und Holzbau | in Bau | Das Nebengebäude umfasst eine Küche, einen Vorratsraum und eine Badstube sowie drei Schlafräume der Bediensteten des späteren Abtshauses. Das Gebäude hat eine Länge von 16,80 m, eine Breite von 7 m und eine Gesamthöhe von 7 m. Während Küche und Vorratsraum aus Kalkbruchsteinen gemauert werden, besteht die Badstube aus Holzbohlen. Die Schlafräume auf der Rückseite des Gebäudes sind als Holzfachwerk mit Lehmflechtwerkausfachungen ausgeführt. Das Dach ist mit Holzschindeln gedeckt. |      |
| Latrinengebäude des Abtshofes | seit 2024 | Stein- und Holzbau | fertig | Die Gruppenlatrine des Abtshauses (Necessarium) mit sechs Plätzen ist ein Fachwerkbau von etwa 5 m Länge und 2,5 m Breite. Die Wände bestehen aus Lehmflechtwerk, die mit Kalkmilch gestrichen sind. Das Satteldach ist mit Holzschindeln gedeckt. |      |
| Hühnerhaus                    | seit 2023 | Holzbau            | fertig | Das Hühnerhaus ist ein achteckiger aufgeständerter Fachwerkbau von etwa sechs Meter Höhe und fünf Meter Durchmesser. Das Gebäudekonzept wurde aufgrund mittelalterlicher Quellen vom Bauforscher Tilmann Marstaller entwickelt. Das Fachwerk des Gebäudes wurde von Praktikantengruppen der Jugendbauhütte Baden-Württemberg im Rahmen eines Freiwilligen Sozialen Jahres in der Denkmalpflege und von mehreren Gruppen von Zimmerer-Lehrlingen unter Anleitung erstellt und aufgebaut. Das Dach ist mit Roggenstroh-Bündeln gedeckt. Die Wände bestehen aus Lehmflechtwerk, die mit Kalkmilch gestrichen sind. |      |

### Sonstige Gebäude und Sehenswürdigkeiten
| Name                         | Bauzeit   | Typ     | Bemerkung | Foto |
| ---------------------------- | --------- | ------- | --- | ---- |
| Gallus-Eremitage             | 2013      | Holzbau | Die beiden Gebäude der Eremitage wurden im Jahr 2012 zum 1400-Jahres-Jubiläum der Ankunft des Heiligen Gallus in St. Gallen gebaut und später dem Campus Galli geschenkt. Bis 2021 waren hier nacheinander die Schreinerei, die Holzhandwerker und der Küfer untergebracht. Das Nebengebäude beherbergt zurzeit den Hühnerstall. 2022 wurden die Schindeldächer der beiden Eremitenzellen erneuert und das Ensemble mit einem Holzzaun umgeben. Die Eremitage repräsentiert die Urzelle des späteren Klosters von St. Gallen. |      |
| Museumspädagogik             | 2017      | Holzbau | Platz für museumspädagogische Programme mit Lehmofen und Kochstelle |      |
| Aktionsfläche (Laboratorium) | 2018      | Holzbau | Platz für Versuche, Vorführungen oder Kurse |      |
| Feldhütte (Pfostenspeicher)  | 2015–2016 | Holzbau | Sechsseitiger Pfostenbau mit Strohdach zum Lagern von Feldgeräten und Erntegut. Er befindet sich außerhalb des späteren Klostergeländes am Rande des landwirtschaftlichen Geländes. |      |
| Bienen                       | 2013      | Holzbau | Bienenzucht zur Produktion von Honig und Wachs. Eine Bienenzucht ist nicht Bestandteil des Klosterplans, war jedoch für ein mittelalterliches Kloster wichtig für Herstellung von Wachskerzen und zum Süßen von Speisen mit Honig. |      |

### Ehemalige Bauten
| Name           | Bauzeit | Abriss | Typ     | Bemerkung | Foto |
| -------------- | ------- | ------ | ------- | --- | ---- |
| Hühnerstall    | 2013    | 2019   | Holzbau | Nachtplatz der auf dem Campus befindlichen Hühner |      |
| Seilerei       | 2015    | 2021   | Holzbau | Unterstand, in dem das Flechten von Schnüren und Seilen mit der Hand demonstriert wurde. Man nutzte dazu verschiedene Pflanzenfasern und Bast unterschiedlicher Baumarten. Im Jahr 2020 wurde die Seilerei noch vom Küfer genutzt.                                                                                    |      |
| Stroh-Seilerei | 2019    | 2022   | Holzbau | Strohgedeckte Fachwerkhütte südlich der Kornscheune. Im Rahmen der Vorbereitungen zum Bau der Kornscheune wurden hier Strohseile und Strohbündel (Schauben) für das Strohdach der Kornscheune hergestellt. Nach der Fertigstellung der Scheune wurde das Fachwerk abgebaut und neben der Schmiede wieder aufgestellt. |      |

### Bauplatz Klosterkirche
Seit 2023 wird auf dem Bauplatz, der für die große Klosterkirche vorgesehen ist, mit einer Totholzhecke der Grundriss des Gebäudes markiert, sodass sich die Besucher eine Vorstellung über die geplante Größe machen können.

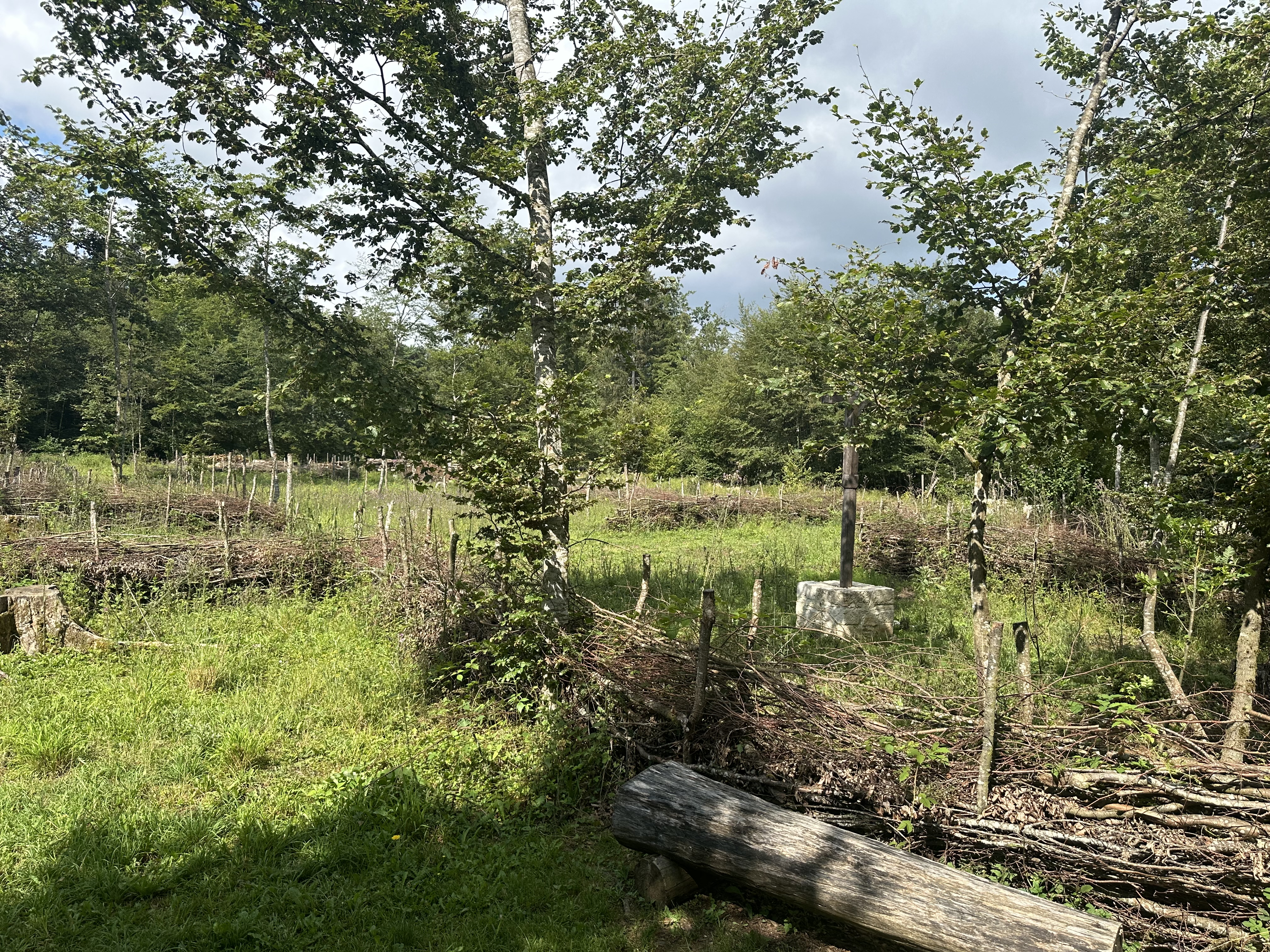
Mit Totholzhecke markierter Grundriss der Klosterkirche (2024)
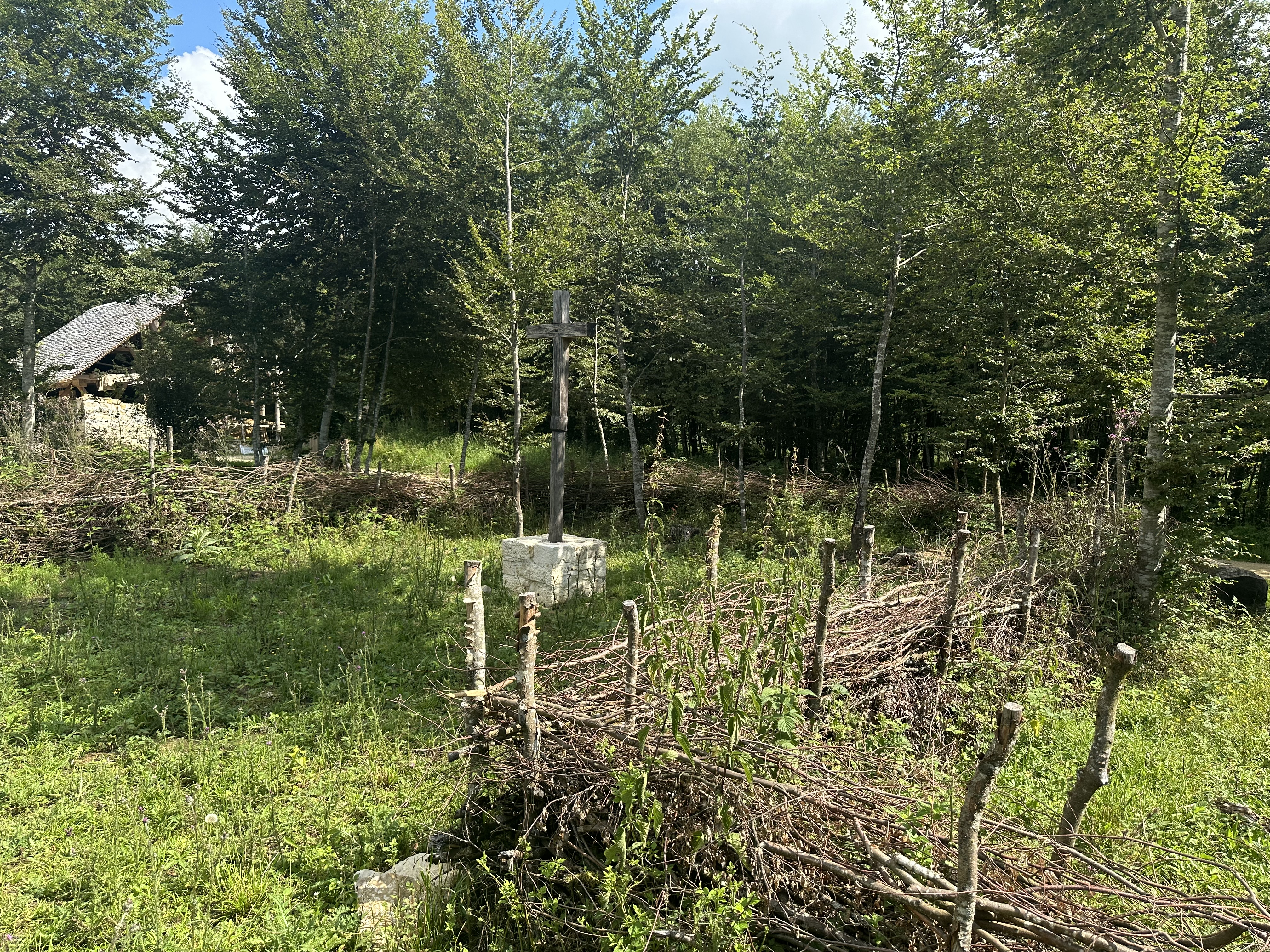
Geplanter Chorraum

## Finanzierung
Das Projekt erhielt eine öffentliche Starthilfe in Höhe von rund einer Million Euro für vier Jahre von der Stadt Meßkirch, dem Landkreis Sigmaringen und dem EU-Programm LEADER.
Der Zuschuss der Stadt Meßkirch betrug 351.000 Euro im Jahr 2014 und 300.000 Euro im Jahr 2015. Für 2016 ist ein Betriebskostenzuschuss von 265.000 Euro bewilligt. Im Herbst 2016 wurde bekanntgegeben, dass die Zuschüsse der Öffentlichen Hand mindestens bis 2019 fließen werden. Der für 2018 geplante Zuschuss wurde nachträglich auf 400.000 Euro erhöht, um den Verlust durch die unerwartet niedrigen Besucherzahlen auszugleichen. Anfang 2019 genehmigte Meßkirchs Gemeinderat für die Jahre 2019 bis 2021 weitere 300.000 Euro pro Jahr, um den Betrieb des Campus Galli zu unterstützen.
Zusätzlich fließen substanzielle Förderungen vom „Entwicklungsprogramm Ländlicher Raum“ (ELR) in der Höhe von 301.000 Euro, verteilt auf drei Jahre, für den Bau einer Scheune sowie weitere Unterstützungen der Stadt Meßkirch, zum Beispiel in Form einer Erweiterung des Parkplatzes (Kosten 120.000 Euro), Verzicht auf einen Kredit aus dem Jahr 2014 (40.000 Euro) oder die Übernahme von Bürgschaften in Höhe von 145.000 Euro.
Die Finanzierung der Anlage soll langfristig – ähnlich wie die der Burg Guédelon – durch Besuchereinnahmen und Etablierung als touristischer Anziehungspunkt sichergestellt werden. Laut einer 2014 präsentierten Prognose sollte die Wirtschaftlichkeit ca. 2018 mit 80.000 bis 100.000 Besuchern pro Jahr erreicht werden. Im August 2018 räumte man jedoch ein, dass aufgrund steigender Kosten selbst bei 120.000 Besuchern keine schwarzen Zahlen zu erwarten seien.
Während der COVID-19-Pandemie erhielt der Campus Galli 146.000 Euro aus einem Nothilfefonds des Ministeriums für Wissenschaft, Forschung und Kunst Baden-Württemberg, um den Fortbestand der Einrichtung zu sichern.

## Freundeskreis
Der Verein „Freundeskreis Karolingische Klosterstadt Meßkirch – Campus Galli e. V.“  wurde im Sommer 2012 von etwa 35 Bürgern in Meßkirch gegründet und hat derzeit etwa 550 Mitglieder (Stand Dezember 2023). Vorsitzender des Vereins von 2012 bis 2022 war der ehemalige Landrat in Sigmaringen Dirk Gaerte. Ihm folgte im Oktober 2022 der Landtagsabgeordnete Klaus Burger.
Der Freundeskreis ist insbesondere für die Beschaffung von Mitteln durch Beiträge, Spenden und die Übertragung von Sachwerten für das Projekt „Campus Galli“ zuständig. Von 2012 bis 2022 hat er den Campus Galli mit 158.000 Euro unterstützt. Außerdem sieht er seine Aufgabe in der Vermittlung von Informationen über das Projekt durch Veranstaltungen, Publikationen und sonstigen geeigneten Maßnahmen. Während der Bauphase der Kornscheune trat der Freundeskreis zudem als Bauherr des Gebäudes auf.
Die fördernde Mitgliedschaft kostet mindestens 36 Euro im Jahr, im Gegenzug erhalten alle Mitglieder kostenfrei die jährliche Chronik und einen ermäßigten Eintrittspreis. Weiterhin werden spezielle Programme, Aktionen, Ausflüge und nach jährlichen Mitgliederversammlung eine exklusive Führung über den Campus angeboten.

## Wissenschaftlicher Beirat
Die wissenschaftliche Leitung und Begleitung des Baus übernimmt ein Beirat aus 21 Fachleuten (Stand 2024), der sich Anfang November 2013 konstituiert hat. Vorsitzender des Beirats ist der Archäologe und Leiter des Landesamtes für Denkmalpflege Baden-Württemberg, Claus Wolf. Zum Stellvertreter wurde der Historiker und Hochschullehrer der Rheinischen Friedrich-Wilhelms-Universität Bonn, Matthias Becher, gewählt. Dem Beirat gehören unter anderem der im Oktober 2013 pensionierte Stiftsbibliothekar der Stiftsbibliothek St. Gallen, Ernst Tremp, wie auch sein Nachfolger im Amt des Stiftsbibliothekars, Cornel Dora, an – ebenso Frater Jakobus Kaffanke, OSB der Erzabtei Beuron, die Mittelalterarchäologen Ralph Röber, Bernd Päffgen und Klaus Grewe sowie der Historiker Alfons Zettler.

## Forschungskooperation
Am 20. April 2018 wurde zwischen dem Verein Karolingische Klosterstadt e. V. und dem Competence Center Archaeometry – Baden-Württemberg (CCA–BW) der Universität Tübingen ein Kooperationsvertrag geschlossen. Ziel der Kooperation ist es, studentische Lehrveranstaltungen zur mittelalterlichen Töpferei auf dem Campus Galli durchzuführen. Weiterhin sollen Forschungsprojekte wie zum Beispiel archäometrische Untersuchungen an mit mittelalterlichen Methoden hergestellten Töpferwaren durchgeführt werden.

## Öffnungszeiten und Besucherentwicklung
Das Gelände des Campus Galli ist von April bis Anfang November täglich von Dienstag bis Sonntag sowie an Feiertagen für Besucher zugänglich.
In der ersten Saison, die verspätet Ende Juni 2013 begann, hatte der Campus Galli knapp 13.000 Besucher. 2014 konnten die Besucherzahlen deutlich gesteigert werden, wozu unter anderem ein Sommerfest im August und ein Herbstfest im Oktober sowie 420 Führungen beitrugen. 2015 wurde die geplante Zahl von 45.000 Besuchern übertroffen. Dies galt auch für die Saison 2016, als trotz des nasskalten Frühjahrs deutlich mehr als die geplanten 60.000 Menschen den Campus Galli besuchten.
2018 kamen statt der geplanten 95.000 Besucher knapp 83.000, als Grund wurde die große Hitze im Sommer angegeben. Für 2019 wurde die Planung auf 90.000 Besucher reduziert; die tatsächliche Zahl der Gäste lag mit 91.661 Gäste knapp darüber und damit 10,4 % höher als im Vorjahr.
2020 musste Campus Galli aufgrund der Corona-Pandemie bis 29. Mai geschlossen bleiben und war dann nur freitags bis sonntags, an gesetzlichen Feiertagen sowie während der baden-württembergischen Ferien geöffnet.
Auch 2021 beeinflusste die Corona-Pandemie die Klosterbaustelle, und der geplante Saisonstart am 27. März musste aufgrund zu hoher Inzidenzwerte im Landkreis Sigmaringen bis zum 13. Mai verschoben werden.
| Saison                        | Besucher   |
| ----------------------------- | ---------- |
| 22. Juni bis 3. November 2013 | 12.225     |
| 2. April bis 2. November 2014 | 36.582     |
| 3. April bis 1. November 2015 | 48.058     |
| 1. April bis 1. November 2016 | 65.755     |
| 1. April bis 5. November 2017 | 79.660     |
| 24. März bis 4. November 2018 | 82.988     |
| 2. April bis 3. November 2019 | 91.661     |
| 29. Mai bis 1. November 2020  | 53.800     |
| 13. Mai bis 7. November 2021  | 66.899     |
| 1. April bis 6. November 2022 | 75.511     |
| 1. April bis 5. November 2023 | 81.881     |
| 30. März bis 3. November 2024 | ca. 77.000 |
| 1. April bis 2. November 2025 |            |

## Kritik
Kritik an der Wissenschaftlichkeit und Umsetzung des Projektes gab es 2013 laut Karfunkel – Zeitschrift für erlebbare Geschichte und Badischer Zeitung.
Zudem kritisierte Anfang 2014 der Bund der Steuerzahler Deutschland die Finanzierung.

## Dokumentation
- Der Dokumentarfilmer Reinhard Kungel, der bereits seit 2000 an einer Langzeitdokumentation über die Baustelle von Guédelon arbeitet, wird in Zusammenarbeit mit dem SWR und der Medien- und Filmgesellschaft Baden-Württemberg einen Langzeitdokumentarfilm über den Baufortschritt der Klosterstadt Meßkirch realisieren.
- 2014 veröffentlichte Reinhard Kungel die DVD Campus Galli – Bauen wie im Mittelalter, die fünf Kurzfilme über die Anfänge des Klosterstadt-Projektes sowie eine 90-minütige Dokumentation über Guédelon enthält.
- Am 8. Mai 2016 sendete der SWR die 45 Minuten lange Dokumentation Abenteuer Klosterstadt Meßkirch – Bauen wie im Mittelalter von Reinhard Kungel über die ersten drei Jahre des Projektes. Der Film wurde mehrfach wiederholt.[43]
- Im Juni 2016 veröffentlichte Reinhard Kungel die 75 Minuten lange DVD Campus Galli – Bauen wie im Mittelalter – Die Anfänge bis 2015, die auch einen 43-minütigen Kinderfilm über die Baustelle von Guédelon in Frankreich enthält. Der Film wurde auf den Biberacher Filmfestspielen 2016 gezeigt. Das Schweizer Fernsehen strahlte eine 52-minütige Version dieses Films am 9., 10. sowie 15. Oktober 2016 aus.
- Vom 24. Mai bis zum 26. Mai 2019 wurde der 90 Minuten lange Dokumentarfilm Campus Galli – Das Mittelalter-Experiment von Reinhard Kungel im Programmkino seenema in Bad Waldsee uraufgeführt. Der Kinofilm dokumentiert die Entwicklung des Campus Galli von 2016 bis 2018. Anschließend war der Film auch in mehreren Programmkinos in Baden-Württemberg, Bayern und Berlin zu sehen. Im April 2020 wurde er als DVD veröffentlicht.
- Im April 2022 veröffentlichte Reinhard Kungel die 90 Minuten lange DVD Campus Galli – Das Abenteuer geht weiter, in der die Entwicklung des Campus Galli von 2019 bis 2021 dokumentiert wird. Am 26. April 2022 sendete der SWR eine 45-Minuten-Version unter dem Titel Experiment Mittelalter – Die Klosterbaustelle Campus Galli, die 2022 auch in der ARD–Mediathek verfügbar ist.
- Am 11. Juni 2023 sendete der SWR die 30-minütige Dokumentation Praktikum im Mittelalter über eine 22-köpfige Jugendgruppe auf dem Campus Galli. Das Projekt ist Teil des Freiwilligen Jahres in der Denkmalpflege der Jugendbauhütte Baden-Württemberg, bei der die Gruppe ein einwöchiges Praktikum  durchführt.[44] Die Dokumentation ist in der ARD–Mediathek und auf YouTube verfügbar.[45]

## Varia
- Im Frühjahr 2017 veröffentlichte der Schriftsteller Manfred Bomm den Kriminalroman Traufgänger, der zum Teil auf dem Campus Galli spielt.
- Seit Mitte 2017 ist der Campus Galli Mitglied von EXARC (Network Archaeological Open-Air Museums),[46] einer internationalen Vereinigung von Freilichtmuseen und Experimentalarchäologen. Der Verein hat circa 300 Mitglieder aus rund 40 Ländern und ist Mitglied des International Council of Museums (ICOM).
- Im Spätsommer 2016 erhielt der Fotograf Walter Schönenbröcher eine Einladung des Campus Galli, wo er mehrere Tage lang die mittelalterlichen Handwerke für sein Kunstprojekt HANDwerk fotografieren konnte. Ende 2017 bis Anfang 2018 fand eine Sonderausstellung seiner Werke im Museum Schloss Doberlug im brandenburgischen Doberlug-Kirchhain unter dem Titel Campus Galli – die Klosterstadt Meßkirch statt.[47]
- Im Juli 2018 veröffentlichte das Autorenduo Martin Verg und Ina Rometsch den Kinderkrimi Biberfieber: Krummes Ding am „Toten Winkel“, der auf einer Mittelalterbaustelle spielt und vom Campus Galli inspiriert ist ISBN 978-3-7641-5134-8.
- Am 17. März 2019 wurde im Fernsehsender VOX die Kochsendung Kitchen Impossible ausgestrahlt, in der unter anderem der Fernsehkoch Tim Mälzer auf dem Campus Galli mit mittelalterlichen Mitteln eine Linsensuppe, ein Dennetle mit Speck und einen Honigkuchen kochen bzw. backen musste.
- In der am 7. August 2020 ausgestrahlten SWR-Fernsehserie Expedition in die Heimat[48] – Auf dem Jakobsweg unterwegs machte die Moderatorin Annette Krause unter anderem Station auf dem Campus Galli.
- Seit Juni 2021 werden vom Rundfunksender SWR1 in der Samstagvormittagssendung Nur kein Stress in loser Reihenfolge unter der Rubik Ausflug ins Mittelalter bei Meßkirch Reportagen über den Campus Galli gesendet. Die Wortbeiträge werden anschließend mit Fotos auf der Internetseite SWR Aktuell veröffentlicht.[49]
- Im April 2023 zertifizierte der Naturpark Obere Donau den Campus Galli als „Partner des Naturparks“.[50]